# Gobiusculus
Het monotypische geslacht Gobiusculus behoort tot de onderfamilie Gobiinae in de familie grondels (Gobiidae) in de orde van de Baarsachtigen (Perciformes). 

## Soort
- Gobiusculus flavescens Fabricius, 1779 – Blonde grondel